# Chiba Ginkō
K.K. Chiba Ginkō (jap. 株式会社千葉銀行, dt. „Bank Chiba“, engl. The Chiba Bank, Ltd.), gelistet im Nikkei 225, ist die größte Bank in der japanischen Präfektur Chiba.
Das 1943 gegründete Unternehmen hat seinen Sitz in Chūō-ku, Chiba mit Niederlassungen in Ōsaka, New York City, London und in Hongkong.